# Portell de Morella

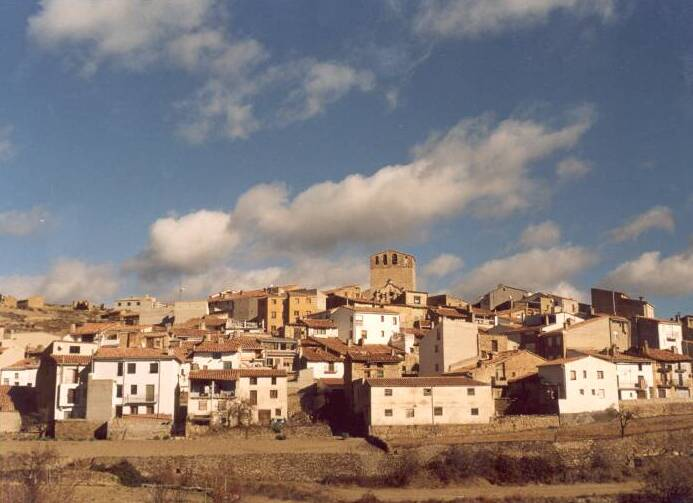
Cảnh quan.

Portell de Morella là một đô thị trong tỉnh Castellón, Cộng đồng Valencia, Tây Ban Nha. Đô thị Portell de Morella có diện tích 49,4 kilômét vuông, dân số theo điều tra năm 2010 của Viện thống kê quốc gia Tây Ban Nha là 187 người. Đô thị Portell de Morella nằm ở khu vực có độ cao 1074 mét trên mực nước biển.